# 王任享
王任享（1933年10月14日—），福州长乐人，摄影测量与遥感专家，中国工程院院士。
1997年，获选中国工程院信息与电子工程学部院士。